# Strumyk
Pour l’article homonyme, voir Strumyk (Kramsk).
Strumyk est une localité polonaise de la gmina et du powiat de Góra en voïvodie de Basse-Silésie.